# Киплагат, Лорна
Лорна Джебивот Киплагат — нидерландская легкоатлетка кенийского происхождения, которая специализируется в беге на длинные дистанции. Чемпионка мира по кроссу 2007 года. Трёхкратная победительница чемпионатов мира по полумарафону. Победительница полумарафона CPC Loop Den Haag в 2000 году. Экс-рекордсменка мира в полумарафоне.
На олимпийских играх 2004 года заняла 5-е место в беге на 10 000 метров с результатом 30.31,92. На олимпийских играх 2008 года заняла восьмое место на дистанции 10 000 метров с результатом 30.40,27. Выступала на Олимпиаде 2012 года на марафонской дистанции, но не смогла закончить дистанцию.
В 2013 и 2014 годах не выступала на международных соревнованиях.

## Биография
Родилась в небольшой деревне Кабиемит (англ. Kabiemit), в которой по её собственным словам было всего несколько домов. На местном языке её имя Jebiwot, означает "девочка, которая родилась во время дождя". В 1998 году познакомилась с голландцем Питером Лангерхорстом, за которого позже вышла замуж. С тех пор он стал её тренером и менеджером. В 2003 году получила гражданство Нидерландов.
Её двоюродные сёстры Салли Барсосио, Хильда Кибет, Сьюзан Сирма и Сильвия Кибет также легкоатлетки.
17 октября 2014 года в Амстердаме открыла собственную линию одежды для женщин Lornah.

## Достижения
- Победительница Амстердамского марафона 1999 года — 2:25.30
- Двукратная победительница Лос-Анджелесского марафона (1997, 1998)
- Победительница Осакского марафона 2002 года — 2:23.55
- Победительница Эгмондского полумарафона 2003 года — 1:12.29
- Победительница Роттердамского марафона 2005 года — 2:27.36
- Победительница Монтферландского пробега 2008 года
- Победительница Абу-Дабийского полумарафона 2008 года — 1:08.52
- 3-е место на Амстердамском марафоне 2011 года — 2:25.52